# Lash (dance-act)
Lash was een Belgische dance-act bestaande uit producer Kristof Vermeir en zangeres Elisa Dhont.

## Biografie
In augustus 2003 begon Lash als een studioproject van Kristof Vermeir. Vanessa Vanlandschoot werd na audities verkozen als zangeres.
In 2004 scoorde de groep haar eerste hit: 'Love'. In Spanje haalde het de negende plaats in de hitlijsten, in Vlaanderen de 28ste. De twee volgende singles, Living Your Life (2005) en It's A Shame (2006) haalden in Vlaanderen beiden de 11de plaats in de Ultratop 50.
In 2009 werd Elisa Dhont de zangeres van Lash. Vermeir leerde haar kennen via tv-zender JIM.
Na 2012 bracht de groep geen nieuwe liedjes meer uit.

## Bandleden

### Kristof Vermeir
Kristof Vermeir studeerde voor audio-ingenieur in Rotterdam en haalde er het beste eindwerk recording. In Londen haalde hij een grootste onderscheiding voor de produceropleiding aan Middlesex University. Vermeir is ook bekend als dj (DJK) en als radiomaker met zijn programma DJK's Hotlist.

### Elisa Dhont
Elisa Dhont (geboren op 27 oktober 1989) deed mee aan de eerste Eurosong for kids, haalde de top 25, maar viel af bij de laatste 10. Op haar 13de stond ze in het Sportpaleis van Antwerpen en in Tien Om Te Zien in het koor van Helmut Lotti. In 2004 kreeg ze haar eerste platencontract. Op haar 15de bracht ze de single Dam di Dam uit.

## Discografie

### Singles
| Single met hitnotering(en) in de Vlaamse Ultratop 50 | Datum van verschijnen | Datum van binnenkomst | Hoogste positie | Aantal weken | Opmerkingen |
| ---------------------------------------------------- | --------------------- | --------------------- | --------------- | ------------ | ----------- |
| Love                                                 | 2004                  | 22-05-2004            | 28              | 12           |             |
| Living your life                                     | 2005                  | 02-04-2005            | 11              | 11           |             |
| It's a shame                                         | 2006                  | 04-03-2006            | 11              | 9            |             |
| When the lady smiles                                 | 2007                  | 31-03-2007            | 41              | 3            |             |
| It's over now                                        | 11-04-2008            | 31-05-2008            | tip18           | -            |             |
| Hold me now                                          | 11-07-2011            | 03-09-2011            | 35              | 3            |             |
| Lost in the dark                                     | 14-05-2012            | 16-06-2012            | tip60*          |              |             |